# Lituania Sueca
Lituania Sueca, conocida oficialmente como el Gran Ducado de Lituania (en sueco: Storfurstendömet Litauen, en latín: Magnus Ducatus Lituaniæ), fue un protectorado dominicum directum del Imperio sueco bajo el gobierno del rey Carlos X Gustavo de acuerdo con la Unión de Kėdainiai. Existió de jure desde 1655 hasta 1657 cuando fue cancelado y completamente reincorporado a la República de las Dos Naciones.

## Ocupación sueca

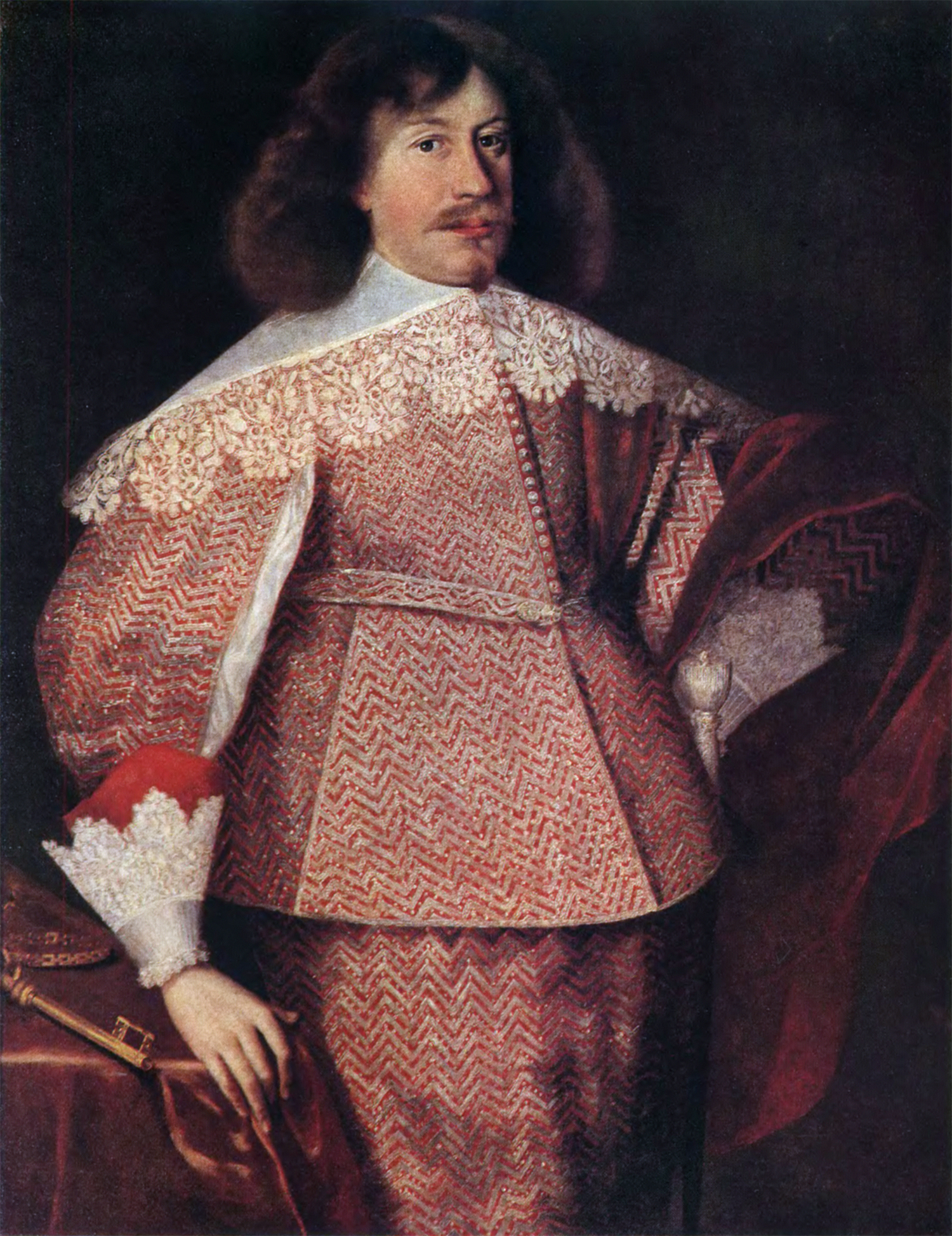
Jonušas Radvila (en polaco: Janusz Radziwiłł) fue uno de los principales iniciadores de las negociaciones sueco-lituanas.

En 1654, el Zarato ruso lanzó su invasión contra la República de las Dos Naciones, lo que resultó en que grandes extensiones del territorio cayeron en manos del ejército ruso. Al notar el débil desempeño militar de la Mancomunidad de Polonia-Lituania, el Imperio sueco buscó aprovechar la agitación política y ocupar partes del estado polaco-lituano: Suecia quería hacer de Lituania una parte permanente de su dominio imperial (en latín: dominium maris baltici) ya que el territorio era estratégicamente importante para asegurar el Mar Báltico de Rusia. En el verano de 1655, el ejército sueco invadió el oeste de Polonia y comenzó a amenazar con hacer lo mismo con Lituania. Después de enterarse de que el rey Juan II Casimiro huía del país, el magnate lituano Jonušas Radvila y otros miembros de la nobleza lituana comenzaron a considerar las negociaciones con Suecia.